# 고려조선군왕
고려조선군왕(高麗朝鮮郡王), 조선군왕(朝鮮郡王), 요동도독조선군왕(遼東都督朝鮮郡王)은 고구려의 멸망 이후 당나라가 보장왕의 후손에게 주었던 군왕 작위로, 명목상으로는 고구려 지역을 통치하는 왕이었으나, 실질적으로는 형식적인 예우만 받는 직책이었다.

## 역사
당은 나당 전쟁 패배로 인해 안동도호부를 요동으로 철수시키는 과정에서, 고구려 유민의 이탈을 막고 신라의 침공에 대비하기 위해 요동 지방의 통치 체계를 크게 정비하였다. 이 과정에서 통치를 용이하게 하기 위해 당시 장안에 붙잡혀 있던 보장왕에게 요동도독조선군왕(遼東都督朝鮮郡王) 직책에 봉해 요동으로 돌려보내 고구려 유민을 통제하게 하였으나, 보장왕이 속말말갈과 연합해 당의 지배에 대항하자 보장왕을 중국 남부 지방으로 유배하였다.
685년 보장왕의 손자인 고보원을 비슷한 직책인 조선군왕(朝鮮郡王)으로 봉하였으나, 실제로 요동으로 이주하지 않고 당 수도에서 명목적인 직책만을 보유하였다. 696년 요동에서 거란의 반란이 일어나자 고보원을 충성국왕(忠誠國王)으로 봉해 요동으로 보내려는 정책이 제안되었으나, 실제로 시행되지는 않았다.
이후 조선군왕은 장안에서 고구려 왕실을 계승한다는 명목으로 유지되었으며, 당 조정의 의례에 참석하기도 하였다. 725년 태산에서 열린 봉선에 참석하였다는 기록도 남아 있다. 이 시기부터 고구려 유민을 대표한다는 의미를 담아 고려조선군왕으로 부르기 시작했으나, 실권은 거의 없던 것으로 보이며, 통치 지역인 요동은 요동 도독의 지배를 받고 있었다.
고려조선군왕은 781년 하삭 (황하 이북) 지역을 관할하는 직책으로 갑자기 바뀌기도 했으며, 이후 역사서에서의 언급이 사라지기 때문에, 폐지된 시기는 확실하지 않다.

## 조선
조선군왕의 '조선'은 일반적으로 고조선을 가리키는 것으로 보는데, 고려(고구려)가 아닌 조선이라는 명칭을 사용한 데는 고조선의 영토를 통치했던 고구려가 신하 국가로 바뀌었음을 나타내기 위한 당 조정의 정치적 의도가 들어가 있었다고 추정하고 있다.